# Parviturbo agulhasensis
Parviturbo agulhasensis is een slakkensoort uit de familie van de Tornidae. De wetenschappelijke naam van de soort is voor het eerst geldig gepubliceerd in 1925 door Thiele als Vitrinella agulhasensis.